# Perceval de Cagny
Robert de Cagny, plus connu sous le nom de Perceval de Cagny, né vers 1375 et mort après 1439, est un chroniqueur et serviteur des princes d'Alençon. Il a laissé une Chronique relatant en particulier les actions de Jean II d'Alençon en compagnie de Jeanne d'Arc. Elle constitue de ce fait une source contemporaine importante sur la vie de celle-ci.

## Biographie
Sa vie est mal connue. Son vrai nom est probablement Robert de Cagny ou Caigny. Il dit venir du Beauvaisis, probablement du village de Crillon, autrefois nommé Cagny ou Caigny.
Il entre au service du comte Pierre II d'Alençon, comme panetier, vers 1390. Il devient par la suite écuyer de Jean, premier duc d'Alençon puis écuyer et maître d'hôtel de Jean II d'Alençon.
Il se marie au début du XVe siècle et acquiert, en 1408, le domaine Defoy à Assainvillers, près de Montdidier, dans l'actuel département de la Somme. Cette acquisition est contestée en août 1408 en vertu du droit de retrait par un autre seigneur local. La procédure remonte jusqu'au parlement de Paris. L'affrontement entre Armagnacs et Bourguignons divise alors profondément la France et il est probable que Perceval de Cagny, serviteur d'un membre du parti des Armagnacs, n'a pas obtenu gain de cause devant le parlement, dominé par le parti bourguignon.
En 1439, il signe une procuration et une lettre pour le compte du duc d'Alençon, dernières traces de Perceval de Cagny.

## Chronique
Vers la fin de sa vie, Perceval de Cagny écrit son « mémoire » au souvenir qu'il avait de ses maîtres. Cette Chronique est composée de deux parties : la première est une généalogie des comtes puis duc d'Alençon, à partir du règne de saint Louis jusqu'à 1436 ; la seconde relate l'histoire de France et en particulier du point de vue des d'Alençon, entre 1239, année de l'arrivée de la Sainte Couronne en France, et le 18 décembre 1438, date de la prise de Saint-Germain-en-Laye par les Anglais. Selon les informations historiques, généalogiques et matrimoniales fournies par Perceval, il a rédigé la première partie entre 1434 et 1437, plus probablement en 1436.
L'intérêt de la Chronique repose sur les relations que Perceval fait, entre 1393 et 1438, des épisodes successifs de la Guerre de Cent Ans et de l'affrontement Armagnacs/Bourguignons. Témoin direct des actions de Jean II d'Alençon, Perceval de Cagny dépeint les personnalités de nombreux acteurs, connus ou inconnus, de la société de la fin du XIVe siècle et de la première moitié du XVe siècle. En particulier, il constitue la meilleure source contemporaine pour connaître Jeanne d'Arc,. Tout en relatant leurs faits et gestes, il exprime sans retenue des opinions sur les grands princes du royaume, se montrant parfois très critique. Le témoignage de Cagny est d'autant plus précieux qu'il écrit seulement quelques années après la mort de Jeanne d'Arc et meurt vraisemblablement peu après la rédaction de sa Chronique : son jugement n'a donc pas été altéré par la victoire finale de Charles VII ni le procès en réhabilitation de Jeanne d'Arc.

## Œuvre
- Perceval de Cagny (préf. Henri de Moranvillé), Chroniques de Perceval de Cagny, Paris, Librairie Renouard, 1902, 326 p. (lire en ligne), p. 321-336